# Klopotec

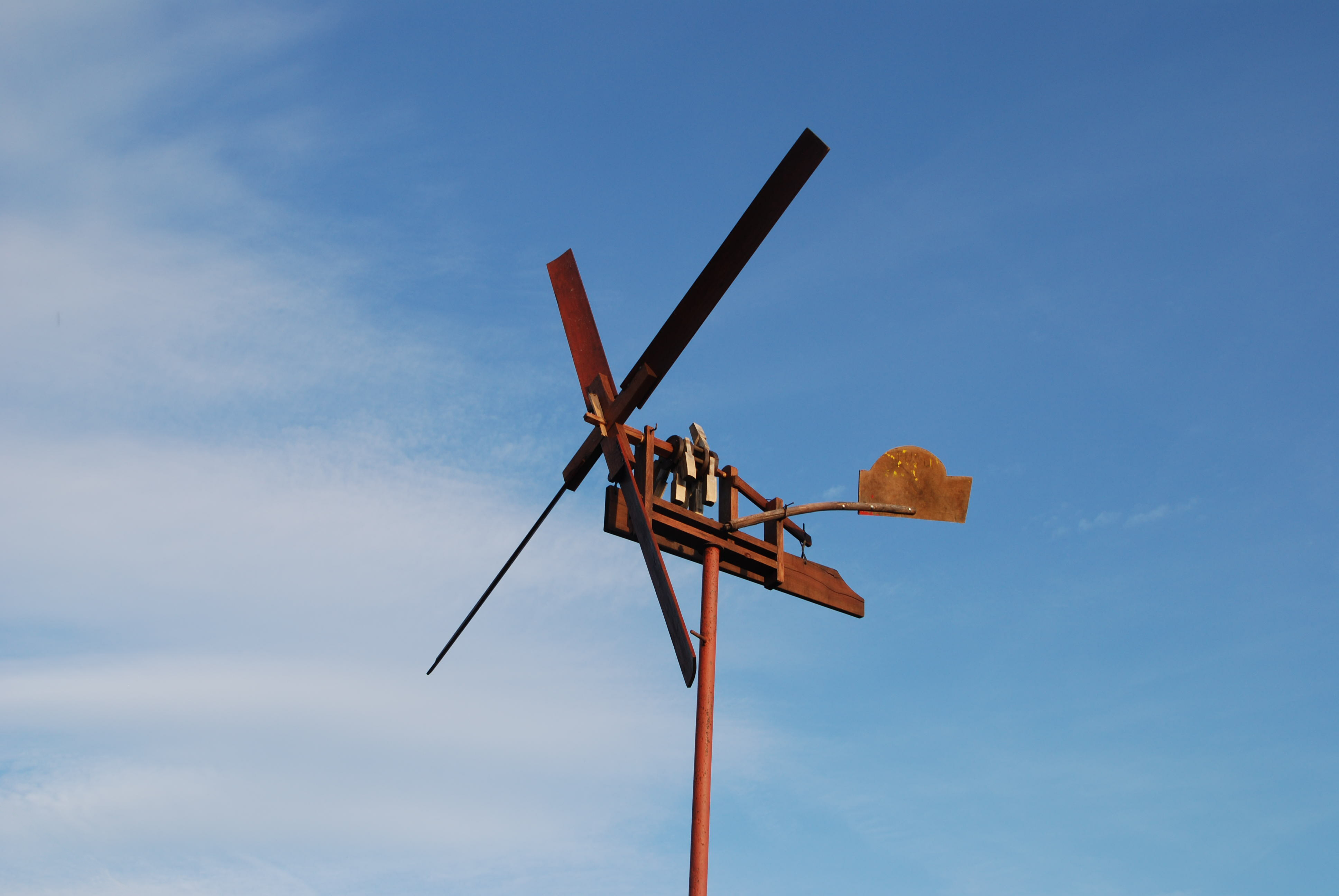
Un klopotec à Pavla Vas, Basse-Carniole (Slovénie).

Un klopotec (slovène), ou Klapotetz (allemand), est un dispositif mécanique en bois placé sur un mât en bois, une sorte de crécelle animée par le vent qui ressemble à une éolienne ou à un petit moulin à vent. Il est utilisé comme effaroucheur d'oiseaux dans les vignobles des régions de viticulture traditionnelle de Slovénie, d'Autriche et de Croatie. C'est l'un des symboles de la Slovénie et de la Styrie.
Le « petit moulin » a six ou huit pales tournant sur un axe portant une voile ou dérive qui est conçue pour faire pivoter l'appareil de sorte qu'il soit toujours orienté face au vent. 
La rotation de l'axe soulève des marteaux en bois hors de leur position de repos par l'intermédiaire d'encoches fixes. Lorsqu'ils retombent, ils frappent de façon rythmée une planche de bois. La qualité du son dépend du bois dont sont faits les marteaux et la planche qui sert de caisse de résonance, mais la fréquence de la crécelle dépend du nombre de marteaux, ainsi que des variations de la vitesse du vent.
Ce dispositif est principalement utilisé pour effrayer les étourneaux et autres oiseaux dans les vignobles de sorte qu'ils ne viennent pas picorer les raisins. 
Selon la croyance populaire le klopotec aurait aussi la faculté d'éloigner les serpents des vignobles et d'adoucir les raisins. 
C'est aussi un instrument folklorique. Dans la musique populaire catholique de sa région d'origine, il est parfois combiné avec la registration et utilisé comme un instrument de l'église rurale (par exemple dans l'église paroissiale de Gleisdorf).

## Nom
Ce dispositif a de nombreux noms. En slovène, on l'appelle klopotec et dans certains dialectes klapoc. Les deux termes dérivent de klopotati, qui est le fait de produire des sons rythmés, saccadés.
En allemand, il est appelé Windradl ou Windmühle; cependant l'usage du terme « Klapotetz », ou encore Klapotez, est croissant. En français, on pourrait le traduire par « crécelle » ou « hochet effaroucheur d'oiseaux » ou « crécelle de vent ».

## Histoire
Bien qu'un historien local de Maribor affirme que le dispositif est apparu dans les Haloze et dans le Zagorje dès le XVIe siècle, on ne sait rien de précis sur son origine.
Une hypothèse est qu'il aurait été créé au cours de la période des Lumières. Selon la théorie la plus plausible, soutenue par la majorité des ethnologues, dont l'ethnologue allemand Leopold Kretzenbacher, le hochet effaroucheur d'oiseaux serait d'origine slovène. Une autre théorie affirme qu'il aurait été d'abord utilisé au XVIIIe siècle dans les champs par les Français.
La première attestation écrite du klopotec date de la seconde moitié du XVIIIe siècle, tandis que ses représentations les plus anciennes remontent à la première moitié du XIXe siècle. Le dispositif est également mentionné dans le plus ancien poème social slovène, Tolažba enega vincerla (« Lamentation d'un vigneron »), écrit en 1797 par Leopold Volkmer. L'Archiduc d'Autriche Jean (1782-1859), le plus jeune frère du dernier empereur romain germanique, François Ier, en avait un dans sa vigne en 1836.

## Construction
Un klopotec se compose de différentes parties, dont chacune devrait (idéalement) être faite d'un type spécifique de bois pour produire un son agréable et mélodieux.
Le bois des marteaux et de la planche est particulièrement important, car seule la bonne combinaison permet que le dispositif produise les ultrasons qui effraient les oiseaux.
Les parties constitutives sont les suivantes :
- stolček (bloc) - supporte l'axe ; fabriqué en  bois dur (par exemple châtaignier, chêne ou frêne).
- kvaka (axe) - dans lequel sont percés des trous et sur lequel sont fixés les marteaux ou macleki.
- macleki (marteaux) - doivent être disposés de façon qu'un seul d'entre eux frappe chaque fois. Le meilleur bois est le hêtre, mais d'autres types de bois peuvent être utilisés.
- deska (planche ou caisse de résonance) - sur laquelle frappent les macleki ; fabriqué en châtaignier ou cerisier.
- viličice (pl.; petites fourchettes) - supportent les macleki ; fabriquées en chêne ou hêtre.
- verižica (chaînette) - à laquelle est suspendue la planche.
- rep (queue) - permet au hochet de tourner avec le vent ; faite à partir de branchettes de chêne, de pin ou d'autres arbres, car ces espèces conservent leurs feuilles attachées plus longtemps. Un vieux balai peut aussi être utilisé comme dérive.
- vetrnica (voile ou petit moulin à vent) - tourne dans le vent et entraîne la rotation de l'axe ; fabriqué en bois de peuplier ou de sapin. Les moulins de Slovenske Gorice ont quatre pales, tandis que ceux de Haloze en ont six et celui de la Styrie autrichienne a huit pales.
- zavora (frein) - pièce particulière des grandes crécelles ; permet de les bloquer en cas de vent trop fort pour éviter qu'elles soient endommagées[1].

La plus grande construction de ce type dans un cadre naturel se trouve dans la chaîne de montagne du Sausal, près du sommet du Demmerkogel. Elle fait 16 mètres de haut, et ses pièces mobiles ont une masse de 3,4 tonnes. Chacun des huit marteaux pèse 40 kg.

## Tradition
Le klopotec se rencontre plus souvent entendu dans la région transnationale allant du sud-ouest de la Styrie (par exemple, dans la chaîne de montagne du Sausal et la Weinstraße) jusqu'à la Slovénie orientale : Slovenske Gorice, Haloze et Prlekija (dont c'est un  des symboles), moins fréquemment dans la Basse-Carniole et la Carniole-Blanche . On le trouve également dans le sud-ouest de la Slovénie, dans la région littorale et dans la région croate de à Zagorje. Ces régions produisent traditionnellement des vins blancs.
Traditionnellement ces crécelles sont installés le 25 juillet (fête de saint Jacques) ou le 15 août (Assomption), mais aussi n'importe quel jour entre ces deux dates.
Ils sont généralement abaissés après la vendange jusqu'au 1er novembre (Toussaint), mais au plus tard le 11 novembre (fête de saint Martin). Si un cultivateur oublie de le démonter, les jeunes du village peuvent le voler et réclamer une rançon qu'il doit payer pour le récupérer.
Certains de ces dispositifs de crécelles anti-oiseaux sont ornés de petites figurines sculptées. 
Les types traditionnels, fabriqués exclusivement en bois, sont de plus en plus rares, car ils sont remplacés par des dispositifs comportant des éléments métalliques.

## Thème
- La Pošta Slovenije (Poste de Slovénie) a émis en 1997 un timbre d'une valeur faciale de 13 tolars slovènes  mettant en vedette le klopotec. Ce timbre fait partie de la collection Slovenija - Evropa v malem (« La Slovénie - Europe en miniature »).
- Une des réunions de musiciens traditionnels slovènes qui se passe chaque année est appelée Veseli klopotec (« heureux klopotec »).
- La Združenje skladateljev, avtorjev in založnikov za zaščito avtorskih pravic Slovenije (SAZAS, « Association slovène des auteurs, compositeurs et éditeurs pour la protection du droit d'auteur ») décerne chaque année le prix du Zlati klopotec (« klopotec d'or ») à l'auteur de la meilleure chanson populaire de l'année dans un dialecte slovène.